# Kukinia
Kukinia – wieś w Polsce położona w województwie zachodniopomorskim, w powiecie kołobrzeskim, w gminie Ustronie Morskie, przy drodze ekspresowej S6.
Według danych urzędu gminy z 2005 roku wieś miała 227 mieszkańców, a w 2022 roku miała 225 mieszkańców.
We wsi znajdują się zakłady przetwórstwa ryb.
W latach 1975–1998 miejscowość administracyjnie należała do województwa koszalińskiego.